# Opisthoxia danaeata
Opisthoxia danaeata är en fjärilsart som beskrevs av Walker 1861. Opisthoxia danaeata ingår i släktet Opisthoxia och familjen mätare. Inga underarter finns listade i Catalogue of Life.